# Ossi
Ossi (en sard, Ossi) és un municipi italià, situat a la regió de Sardenya i a la província de Sàsser. L'any 2018 tenia 5762 habitants. Es troba a la regió del Tataresu, a 11 km a migdia de Sàsser, Limita a més amb els municipis de Cargeghe, Florinas, Ittiri, Muros, Tissi i Usini, entre el riu Mannu a migdia i el Murrone al nord.
El primer esment escrit ‘Ogothi’ data del segle xiii.